# Horst Kuballa
Horst Kuballa (* 6. November 1952) ist ein ehemaliger deutscher Fußballspieler. Er spielte in der Zeit von 1975 bis 1978 als Mittelfeldspieler bei Union Solingen. In 84 Zweitligaspielen schoss er neun Tore.

## Laufbahn
Der vom VfB Bottrop zu den Blau-Gelben in die Klingenstadt zum SC Union Ohligs gekommene Kuballa debütierte unter Spielertrainer Horst Stockhausen im letzten Jahr der alten zweitklassigen Regionalliga West beim 1:1-Heimremis gegen Preußen Münster am 12. August 1973 in der Elf des Aufsteigers. Er wurde in der zweiten Halbzeit für Mittelfeldspieler Gerd Knoth eingewechselt. Kuballa kam in der Runde auf 27 Einsätze und erzielte an der Seite der Mitspieler Gerd Knoth, Manfred Kreis, Jürgen Lehr, Werner Lenz, Reinhold Nordmann und Klaus Uphoff vier Tore. Ohligs (der westlichste Stadtteil von Solingen) wurde 15., konnte sich aber damit nicht für die neu eingeführte 2. Bundesliga zur Saison 1974/75 qualifizieren. Ab dem Frühjahr führte der Verein den Namen OSC Solingen, wurde mit nur einer Niederlage mit 51:9 Punkten Meister in der Amateurliga Niederrhein, setzte sich auch in der Aufstiegsrunde durch und schaffte – nach einer Fusion nun als SG Union Solingen – die Aufnahme in die 2. Bundesliga.
Kuballa debütierte unter Trainer Stockhausen am 24. August 1975 beim 2:1-Sieg gegen den FC St. Pauli in der 2. Liga. Ab März 1976 wurde Stockhausen durch Herbert Burdenski abgelöst und die SG Union erreichte mit dem 13. Platz den Klassenerhalt. Kuballa war in 33 Ligaspielen zum Einsatz gekommen und hatte sieben Tore erzielt. Das zweite Jahr in der 2. Liga, 1976/77, beendete die Elf vom Stadion am Hermann-Löns-Weg nach dem 38. Spieltag, dem 22. Mai 1977, mit einer 1:2-Niederlage gegen Preußen Münster als Absteiger auf dem 19. Rang. Den Angriff hatten Kuballa, Mileta Rnić und Jürgen Lehr gebildet. Auch die Personalie im Laufe der Runde mit Otto Luttrop und der Trainerwechsel von Norbert Wagner zu Hermann Eppenhoff hatte nicht die Wende bringen können. Erst der Lizenzentzug für den Bonner SC sowie der Verzicht von Göttingen 05 und Wacker 04 Berlin brachten die weitere Zugehörigkeit von Solingen in der 2. Bundesliga. Kuballa hatte 28 Einsätze mit einem Tor absolviert. Im dritten Jahr in der 2. Bundesliga ging es unter dem neuen Trainer Horst Franz für die SG Union in der Tabelle nach vorne; die Klingenstädter belegten mit Torhüter Helmut Pabst, dem Defensivspezialisten Dirk Hupe sowie den Torschützen Werner Lenz (38-19) und Hans-Günther Plücken (33-16) den neunten Rang. Kuballa war in 23 Spielen aufgelaufen und hatte einen Treffer erzielt.
Horst Kuballa war während seiner Zeit bei Union Solingen für seine Fernschüsse bekannt, die er mitunter auch von der Mittellinie aus ab gab.